# Falling in Love (Is Hard on the Knees)
Falling in Love (Is Hard on the Knees) is een nummer van de Amerikaanse rockband Aerosmith uit 1997. Het is de tweede single van hun twaalfde studioalbum Nine Lives.
In "Falling in Love (Is Hard on the Knees)" reflecteert Steven Tyler op de pijn die je ervaart als je verliefd wordt. Het nummer leverde Aerosmith in diverse landen een (bescheiden) hit op. Zo bereikte het de 35e positie in de Amerikaanse Billboard Hot 100. In Nederland had het nummer minder succes met een 13e positie in de Tipparade.

## Tracklijst
Cd-single
1. "Falling in Love (Is Hard on the Knees)" – 3:25
2. "Fall Together" – 4:38
3. "Sweet Emotion" – 4:34
4. "Season of Wither" – 5:39